# الحراكنة القنيطرة (العطاية)
الحراكنة القنيطرة هو دُوَّار يقع بجماعة صخور الرحامنة، إقليم الرحامنة، جهة مراكش آسفي في المملكة المغربية. ينتمي الدوّار لمشيخة العطاية التي تضم 24 دوار. يقدر عدد سكانه بـ 431 نسمة حسب الإحصاء الرسمي للسكان والسكنى لسنة 2004.

## روابط خارجية
- البوابة الوطنية للجماعات الترابية
- المندوبية السامية للتخطيط